# Wasserturm Heinersdorf
Der Wasserturm Heinersdorf im Berliner Ortsteil Heinersdorf hat eine Gesamthöhe von 46 Metern und steht unter Denkmalschutz. Der Wasserturm entstand 1910 als erster Bauabschnitt eines geplanten großen Rathauses, zu dessen Bau es jedoch nie kam.

## Geschichte
Der Turm mit quadratischem Grundriss trug als Bauschmuck eine kupferne Kuppel und eine Turmuhr, wie man es von einem Rathaus-Turm erwarten würde. Das Rathaus-Projekt konnte wegen des Ersten Weltkriegs nicht mehr ausgeführt werden. Danach erübrigte es sich, weil Heinersdorf 1920 nach Groß-Berlin eingemeindet wurde und als Teil des Bezirks Pankow keine umfangreiche eigene Verwaltung mehr brauchte. Als Wasserturm konnte der Rathausturm bald auch nicht mehr genutzt werden, weil die Wasserversorgung inzwischen mittels unterirdisch verlegter Druckwasserleitungen erfolgte. Auf einem vorgelagerten Hügel stand zu dieser Zeit noch die Heinersdorfer Windmühle.
Von 1934 bis 1935 wurden nach Plänen des Architekten Richard Ermisch unmittelbar am Wasserturm ein Schulgebäude und eine Turnhalle errichtet. 1944 wurde auf dem Turm eine Flakstellung installiert.
Nach dem Zweiten Weltkrieg nutzten die sowjetischen Streitkräfte das hohe Gebäude zur Überwachung des Flugverkehrs mit dem damaligen Flughafen Tegel. Gleichzeitig dienten die beiden unteren Geschosse vorübergehend als Schule.
Seit dem Abzug der Alliierten aus Berlin stand der Turm leer und wurde vom zuständigen Bezirksamt Pankow zum Verkauf ausgeschrieben. Diese Aktion war erfolglos, weshalb das Gebäude dann an den Liegenschaftsfonds fiel, der es ebenfalls wiederholt zum Verkauf anbot.
Anfang 2008 fand sich ein neuer, namentlich nicht bekannter Eigentümer, der den Turm umfassend sanieren und zu Wohnzwecken umbauen lassen wollte. In die neue Nutzung sollte auch das umgebende Gelände einbezogen werden. Hier befindet sich u. a. eine Umspannstation der BVG. Letztlich genehmigte das Bezirksamt den geplanten Umbau aber nicht. Ob und wann eine Sanierung und weitere Nutzung des Turms erfolgen kann, ist seither unklar. Nicht nur offensichtliche Schäden an der Fassade sind mittlerweile zu bemerken.
Am 24. Juni 2014 brannte das Innere des Turms aus. Trotz eines Großaufgebots der Feuerwehr konnte das Feuer nicht effektiv bekämpft werden, da beim Eintreffen der Einsatzkräfte die unteren Etagen des hölzernen Treppenhauses bereits völlig zerstört waren. Die Brandursache ist unklar.
Da der geplante Umbau zu Wohnzwecken mach mehreren Anläufen scheiterte, wollte der aktuelle Privateigentümer den Wasserturm im Jahr 2017 abreißen lassen. Aufgrund des Denkmalschutzes gelang auch dies nicht.
Laut Beschluss des Bezirks im Jahr 2019 soll das fragliche Grundstück für den „Gemeinbedarf“ gekauft werden. Ein Anbau soll gebaut werden, sodass Räume für eine Kita und  eine Jugendeinrichtung dort und im Wasserturm entstehen können.
Doch die Senatsfinanzverwaltung verweigert bis zum heutigen Tag die dafür notwendige Finanzierung. Zudem wollte als Alternativlösung der Eigentümer zweimal das Grundstück nicht tauschen.